# Wieden, Wien

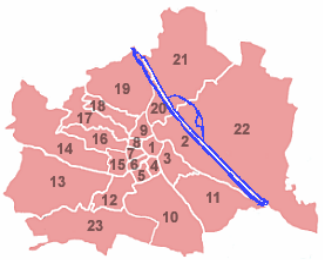
Wiens distrikt. Wieden har nummer 4.

Wieden är ett distrikt (tyska: Gemeindebezirk) i Österrikes huvudstad Wien. Wien är indelat i 23 distrikt och Wieden har distriktsnummer 4. Genom stadsdelen går Wiedner Hauptstrasse, som är dess huvudgata.
Antalet invånare är 33 000. Arean är 1,8 kvadratkilometer. Wieden gränsar till distrikten Innere Stadt, Landstrasse, Favoriten, Margareten och Mariahilf.